# Suur Munamägi
A Suur Munamägi (magyarul: Nagy Tojás-hegy) Észtország és a balti államok legmagasabb pontja tengerszint feletti 318 méteres magasságával. A domb Haanja falu közelében, Võru megye területén található, Észtország délkeleti csücskében, a lett és orosz határtól nem messze. Az alapkőzet tulajdonságainak köszönhetően a lágy lejtésű dombokkal tarkított vidéken számos apró tó alakult ki.

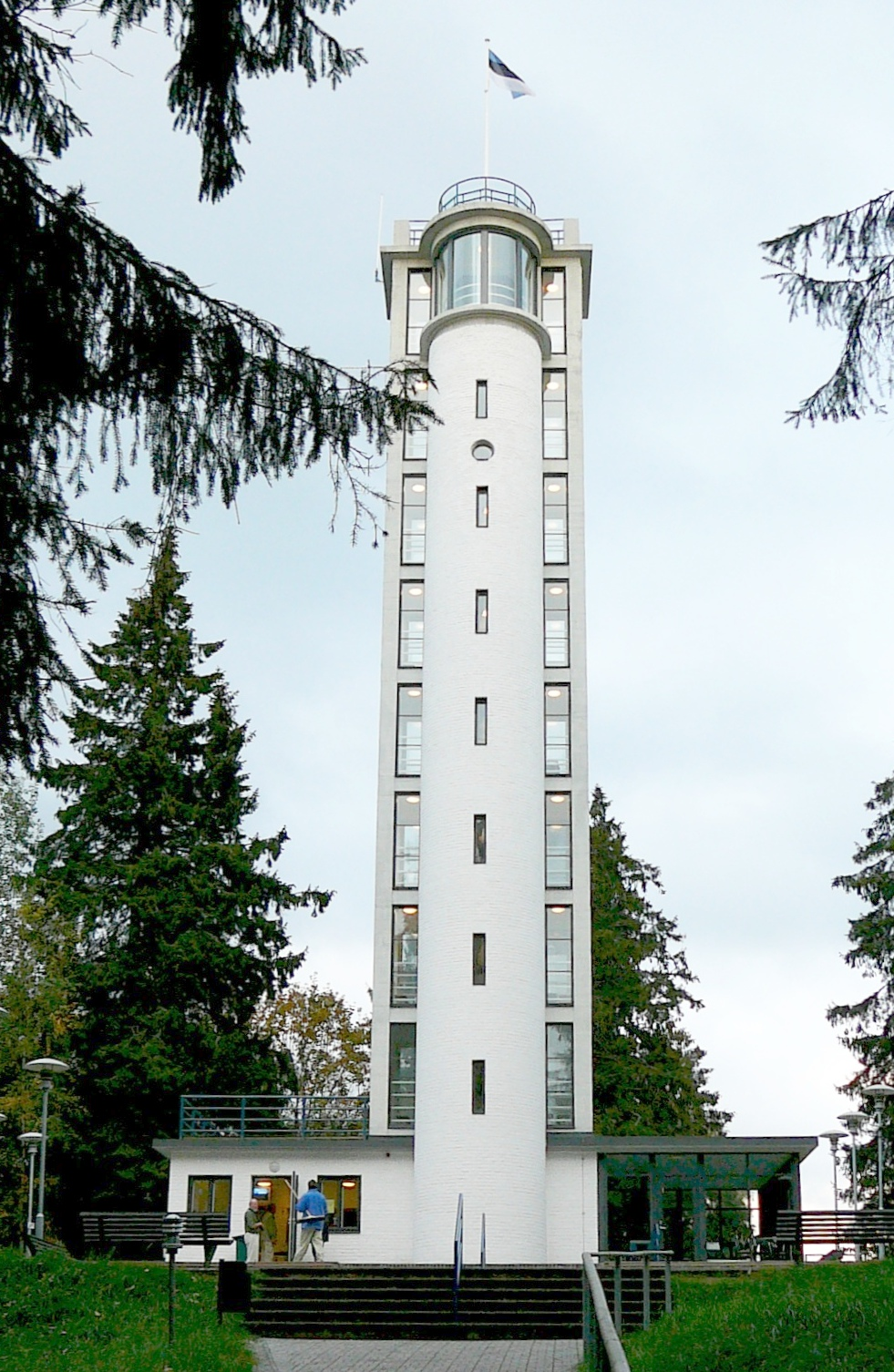
A kilátótorony

A dombtetőn egy 29 méter magas kilátótorony áll, ami belépődíj ellenében látogatható. Az első ilyen jellegű létesítményt Friedrich Georg Wilhelm von Struve építette 1816-ban egy háromszögelési pontként. A mai építmény elődjét 1939-ben hozták létre, majd legutóbb 2005-ben újították fel, kialakítva a mai állapotot.

## Külső hivatkozások
- A Suur Munamägi honlapja